# Бекренево (Сокольский район)
Бекренево — деревня в Сокольском районе Вологодской области.
Входит в состав Боровецкого сельского поселения, с точки зрения административно-территориального деления — в Боровецкий сельсовет.
Расстояние по автодороге до районного центра Сокола — 7,5 км, до центра муниципального образования Обросова — 3,5 км. Ближайшие населённые пункты — Озерко, Власово, Пятино, Есипово.
По переписи 2002 года население — 28 человек (11 мужчин, 17 женщин). Всё население — русские.